# Uszer Mendelsohn
Uszer Izrael Mendelsohn (ur. w 1873 w Warszawie, zm. 30 września 1935 tamże) – żydowski przedsiębiorca i działacz spółdzielczy, senator I i III kadencji Senatu II RP.

## Życiorys
Urodził się w ortodoksyjnej rodzinie żydowskiej. Odebrał tradycyjne wykształcenie religijne. Osiadł w Łodzi, gdzie prowadził rozległe interesy. Był właścicielem licznych przedsiębiorstw bankowych. Należał do Związku Kupców w Łodzi oraz do Banku Spółdzielczego w Łodzi. W latach 1922–1927 był senatorem I kadencji. Od 1927 sprawował mandat radnego miasta Łodzi. W latach 1928–1931 był wiceprezesem łódzkiego kahału. W 1930 ponownie osiadł w Warszawie. W latach 1930–1935 ponownie sprawował mandat senatora, tym razem III kadencji, nie uczestniczył w pracach Senatu z powodu choroby. Był członkiem Zarządu Centralnego Agudat Israel.